# Lake Mead
Der Lake Mead ist ein 1936 fertiggestellter Stausee des Colorado River flussabwärts des Grand Canyon im Black Canyon. Der See wird vom Hoover Dam aufgestaut. Er liegt etwa 50 Kilometer südöstlich von Las Vegas, an der Grenze der US-Bundesstaaten Arizona und Nevada und dient der Erzeugung von Wasserkraft und als Speichersee für die Trinkwasserversorgung Süd-Kaliforniens und für den Bewässerungsfeldbau in Arizona, Nevada und Kalifornien.
Lake Mead gilt als der wichtigste Stausee in den Vereinigten Staaten, wegen seiner Größe und der Funktionen, die er für den Westen der USA erbringt.

## Der Stausee
Mit einer Länge von ca. 170 km, einer Tiefe von bis zu 149 m, einer Fläche von 640 km² und einem Stauvolumen von maximal 34,9 Mrd. m³ ist er der größte künstlich geschaffene See der Vereinigten Staaten. Er wird durch den Hoover Dam aufgestaut, wegen dessen Bau mehrere Gemeinden aufgegeben und evakuiert werden mussten, darunter auch der Ort St. Thomas in Nevada, dessen Ruinen bei niedrigem Wasserspiegel des Lake Mead noch zu sehen sind.
Benannt ist der Lake Mead nach Elwood Mead, der als Commissioner von 1924 bis 1936 im Bureau of Reclamation, einer Unterabteilung des Innenministeriums, tätig war und für das Boulder Canyon Project verantwortlich zeichnete, das zum Bau des Hoover Dam führte.
Am Lake Mead wurden wiederholt Menschenknochen bzw. menschliche Überreste entdeckt.

### Wasserqualität
Untersuchungen des Gebietes 2012 stuften die Wasserqualität des Lake Mead als gut ein, die Rolle als Habitat für bedrohte Tierarten als bedeutend und den Bestand an Angelfischen als ausreichend. In den 1990er Jahren waren Gefährdungen der Wasserqualität durch unzureichende Kläranlagen der rapide wachsenden Stadt Las Vegas und durch chemische Belastungen identifiziert worden, die von Industriebetrieben der Region ausgingen. Seitdem wurden in Zusammenarbeit verschiedener Behörden der Stadtverwaltung, des Staates Nevada und der Bundesebene Maßnahmen ergriffen, um die Gefahren zu reduzieren. In einem Bericht der United States Geological Survey von 2013 wurden die Schutzmaßnahmen als erhebliche Verbesserung der Situation beschrieben. So wurden die Kläranlagen von Las Vegas ausgebaut und im Vegas Wash, einem nur saisonal wasserführenden Zulauf zum See, Feuchtgebiete renaturiert. Heute leitet die Industrie der Region keinerlei Schadstoffe mehr in die Zuflüsse der Seen ein, Altlasten in Form von durch frühere Betriebe kontaminierte Böden werden saniert.

### Sinkender Pegelstand
Die Pegel des Lake Mead sanken seit der letzten vollständigen Füllung (2000) fast kontinuierlich. Mit Ausnahme des Winters 2010/2011 konnten die Erhöhungen durch die Schneeschmelze der Rocky Mountains nie die Entnahme während der Sommermonate ausgleichen. Infolge der Dürre im Westen der USA sank der jahresdurchschnittliche Pegel des Lake Mead in den Jahren 2012 bis 2016 besonders stark. Betrug er im Jahr 2012 noch 342 m ü. d. M., waren es 2016 nur noch 328 m. Ab 2016 stieg der Pegel wieder langsam an. Von einer vollständigen Füllung, die bei einer Höhe von 1229 Fuß ü. d. M. (372,28 m) an der Oberkante der Hochwasserentlastung erreicht ist, war der Pegel immer noch weit entfernt. Auch der Rekordwinter 2019/2020 konnte den Wasserstand nur bis auf 335 m anheben, was mehr als 35 m unter einer vollständigen Füllung ist. Während der außergewöhnlichen nordamerikanischen Hitzewelle fiel der Pegel des Lake Mead im Juni 2021 auf einen der niedrigsten Werte seit der vollständigen Erstbefüllung am 18. Juli 1941. Dabei sank der Pegel innerhalb 4 Monaten von 1087 Fuß (331,32 m) bis zum 3. Juli 2021 auf nur noch 1068,52 Fuß (325,68 m) ab. 2022 fiel der Pegelstand noch weiter ab. Ende Juni 2022 lag er bei 1043 Fuß, Tendenz weiter fallend. Bis September 2022 wurde ein Absinken auf ca. 1037 Fuß erwartet, der Tiefststand von 1040 wurde im Juli erreicht, danach stieg der Pegel wieder. Der Tiefststand 2024 lag bei 1060 Fuß.
Als kritische Marke wurde ein Januar-Pegel von weniger als 1075 Fuß festgelegt; sollte dieser Wert unterschritten werden, müsste die Zuteilung des Wassers zwischen den Bundesstaaten Kalifornien, Nevada und Arizona festgelegt und damit rationiert werden. Bei einem Pegel von unter 1025 Fuß würde die Stromerzeugung am Hoover Dam problematisch. Nachdem eine kurzzeitige Regenperiode im Jahr 2023 eine vorübergehende Entlastung beim Pegelstand gebracht hatte, sank dieser bis Ende April 2025 wieder auf Werte ab, die in der modernen Geschichte des Sees nur 2022 und 2023 unterschritten wurden. Zu dem Zeitpunkt betrug der Füllstand nur noch 33 %.
Wegen der an vielen Stellen flachen Ufer sinkt die Wassermenge im Lake Mead deutlich stärker, als es der Höhenunterschied des Wasserstandes an der Staumauer anzeigt: Die im See enthaltene Wassermenge ist bei einem Füllstand von 335 m ü. d. M. nur etwa halb so groß wie bei der vollständigen Füllung; Bei 320 m Höhe ist es nur wenig mehr als ein Drittel. Die Auslässe in den Entnahmetürmen enden auf 272,8 m bei etwa 10 % der Kapazität. Darunter könnte kein Wasser mehr in den Colorado abgegeben werden, was eine ökologische Katastrophe im weiteren Verlauf des Flusses bedeuten würde. Ein weiteres Problem des Lake Mead ist Sedimenteintrag: Durch die Entnahme des Wassers an der Oberfläche in ruhendem Gewässer wird kein Sediment abgeführt, während aus dem Zufluss viel Sediment eingetragen wird. Dadurch hat der See seit 1935 bereits fast 10 % seines Fassungsvermögens verloren.

## Lake Mead National Recreation Area
Der Lake Mead liegt im Zentrum des Lake Mead National Recreation Area, einem Erholungs- und Naturschutzgebiet unter der Verwaltung der US-Bundesbehörde National Park Service. Es wurde als erstes National Recreation Area der USA ausgewiesen. Zum Gebiet gehören auch der Lake Mohave am Colorado unterhalb des Lake Mead, sowie größere Teile der drei Wüsten Mojave-Wüste, Großes Becken und Sonora-Wüste, die rund um den Lake Mead ineinander übergehen.
Der Lake Mead ist sowohl Naherholungsgebiet für die Einwohner von Las Vegas als auch ein Ziel überregionaler Touristen und stand 2011 auf dem vierten Platz der Tagesbesucherzahlen in allen Erholungs- und Schutzgebieten unter Bundesverwaltung oder auf Platz 6, wenn auch die zur Erholung angelegten Freizeitstraßen einbezogen werden.
Die wichtigste Nutzung des Lake Mead National Recreation Area besteht in Bootsausflügen von kommerziellen Anbietern, auf gemieteten Motorbooten für kurze Touren oder der Anmietung von Hausbooten mit Übernachtung auf dem Wasser. Daneben stehen Angeln und Baden, sowie Wanderungen in den umliegenden Wüsten.
Der Park ist überwiegend auf Tagesbesucher eingestellt, daher gibt es außer den Hausbooten und mehreren Campingplätzen keine Unterkünfte im Park selbst und nur sehr wenige in der unmittelbaren Umgebung.
Durch die Nähe zu Las Vegas erreichen die Bildungsangebote der Parkranger viele Schulen, insbesondere Grundschulen. Den Kindern werden in Kurzvorträgen und Exkursionen Pflanzen und Tiere, ökologische Zusammenhänge und Grundlagen des Naturschutzes vermittelt.
Östlich an das Lake Mead National Recreation Area grenzt direkt das Gold Butte National Monument und westlich das Avi Kwa Ame National Monument an.